# Linia kolejowa Pamysliszcza – Kryżówka
Linia kolejowa Pamysliszcza – Kryżówka – linia kolejowa na Białorusi łącząca stację linii Instytut Kultury – Baranowicze (Moskwa - Mińsk - Brześć) Pamysliszcza z przystankiem linii Mińsk Osobowy – Mołodeczno (Mińsk - Wilno) Kryżówka. Znajduje się w rejonie mińskim, w obwodzie mińskim. Stanowi zachodnią obwodnicę kolejową Mińska.
Linia jest w całości zelektryfikowana. Od stacji Pamysliszcza do stacji Dziechciarewka jest dwutorowa, a następnie jednotorowa. Nie prowadzi się na niej ruchu pasażerskiego.